# Kaisa Parviainen
Kaisa Parviainen (Finlandia, 3 de diciembre de 1914-21 de octubre de 2002) fue una atleta finlandesa, especialista en la prueba de lanzamiento de jabalina en la que llegó a ser subcampeona olímpica en 1948.

## Carrera deportiva
En los JJ. OO. de Londres 1948 ganó la medalla de plata en el lanzamiento de jabalina, llegando hasta los 43.79 metros, siendo superada por la austriaca Herma Bauma (oro con 45.57 m) y por delante de la danesa Lily Carlstedt (bronce con 42.08 metros).